# 奈良県立志貴高等学校
奈良県立志貴高等学校（ならけんりつ しき こうとうがっこう、英: Nara Prefectural Shiki High School）は、奈良県磯城郡田原本町法貴寺に所在した県立高等学校。略称および通称は志貴高 。

## 概要
1983年（昭和58年）4月に開設された全日制普通科高校。奈良県立桜井商業高等学校と統合する際、新設合併により、2007年（平成19年）3月に閉校、廃止された。
開校当初より普通科の中に情報教育を取り入れ、生徒全員がコンピュータについての基礎的な科目の学習をするとともに、各教科の中でも端末を積極的に活用した学習を行い、端末を使った教育の充実を図っていた。また、情報科学コースを選択した生徒は、更に専門的に学ぶことが出来た。
2つのコンピュータ室があり、県下でも屈指の広大な校地と充実した施設・設備を誇っていた。

### 教育方針
日本国憲法、教育基本法、学校教育法に定められた教育の根本精神に基づき、人権を尊重する民主的な社会の形成者として、新しい文化の創造に努める豊かな人間性を備えた国民の育成を目指して推進する。

#### 目指す学校
- 夢と潤いがあり、感謝の気持ち、笑顔と希望にあふれる学校。
- 学ぶことの喜びを実感させると共に、基本的な生活習慣を育成し、自己の特性を見つめ、それを伸長させ、各自の進路実現を目指すべく、生徒一人一人の「生きる力」を育成する学校[2]。

#### 教育目標
1. 学力の向上と個性の伸張を図り、自己実現を目指す人間を育成する。
2. 責任感と公共心に富み、自他を愛する豊かな心を持った人間を育成する。
3. 素直で優しい心と、勤労意欲に富んだ、社会に適応できる人間を育成する。
4. 強い意志と逞しい身体の鍛錬に努め、心身ともに健やかな人間を育てる。[2]。

#### 校訓
校訓は「真」「善」「美」であった。

## 沿革

### 年表
- 1983年4月1日 - 奈良県立志貴高等学校開校。
- 2004年
  - 6月25日 -  奈良県議会での「奈良県立高等学校設置条例の一部を改正する条例」の可決により、奈良県立志貴高等学校の廃止と、校名を「奈良県立奈良情報商業高等学校」とする奈良県立桜井商業高等学校との統合校の設置を決定。
  - 9月17日 - 2005年度以降の生徒募集停止を公表。
- 2005年4月1日 -  奈良県立奈良情報商業高等学校を開設。
- 2007年3月31日 - 奈良県立志貴高等学校閉校、廃止。

## 基礎データ

### 所在地
- 奈良県磯城郡田原本町法貴寺1371

### アクセス
- 奈良交通バス「(旧)志貴高校」停留所下車すぐ
- 近鉄橿原線
  - 「結崎駅」より南西へ約3.6kｍ（通学バス約10分・自転車約13分）
  - 「石見駅」より東へ約2.1kｍ（徒歩約29分）
- JR万葉まほろば線「長柄駅」より西西へ約2.6kｍ（徒歩約35分）

### 象徴

#### 校名
大和平野のほぼ中央、唐古・鍵の弥生遺跡が分布し「国のまほろば」と呼ばれ、古代伝承の地である「志貴」の地に因んで、校名に冠した。

#### 校章
往時より、志貴の地に繁茂していた生命力の旺盛な「ミツガシワ」の花を校章とし、5枚の花弁に「知・徳・体・創造力・実践力」を託し、その調和のとれた発展を目指していた。

#### 校歌
作詞は米田八郎・鈴木康による。歌詞は3番まであり、各番に校名の「志貴高」が登場する。

## 設置する課程、学科及び定員
- 全日制課程
  - 普通科 - 600名（募集人員200名）
    - 情報科学コース - 360名（募集人員120名：分割選抜）
    - 情報科学コース以外 - 240名（募集人員80名：一般選抜）

## 学校行事

### 文化祭
文化祭は毎年10月初旬に開催された。

## 部活動

### 体育系
- 陸上部
- 野球部
- サッカー部
- テニス部
- バスケット部
- 卓球部
- レスリング部
- バレーボール部
- 剣道部
- 柔道部
- ソフトボール部
- ラグビー部

### 文化系
- 茶道部
- 華道部
- 文芸部
- 情報科学部
- ESS
- 新聞局
- 放送局
- 解放研究部
- 吹奏楽部
- 書道部
- 朝文部
- 異文化研究部
- 美術部
- ギター同好会
- 園芸同好会

## 高校関係者と組織

### 高校関係者組織
- 奈良県立志貴高等学校同窓会 - 志貴高等学校の卒業生による同窓会組織。毎年5月第4日曜日に総会を実施していた。
- 奈良県立志貴高等学校育友会 - 生徒保護者による保護者会組織

### 高校関係者一覧

#### 著名な出身者
- 大上邦博 - お笑いコンビ。ハリガネロック
- 豊田巧 - 作家・ゲームプロデューサー